# Benitagla
Benitagla és un municipi de la província d'Almeria, Andalusia. L'any 2006 tenia 65 habitants. La seva extensió superficial és de 7 km² i té una densitat de 9,3 hab/km². Les seves coordenades geogràfiques són 37° 14′ N, 2° 14′ O. Està situada a una altitud de 950 metres i a 64 quilòmetres de la capital de la província, Almeria.